# Anthony Grafton
Anthony Thomas Grafton (New Haven, 21 maggio 1950) è uno storico statunitense, noto soprattutto per i suoi studi sul Rinascimento. È docente di Storia alla Princeton University.

## Biografia
Nato nel Connecticut, si è laureato all'Università di Chicago, presso la quale ha conseguito una laurea in Storia di primo grado (Bachelor of Arts) nel 1971 e la laurea magistrale (Master of Arts) nel 1972. È autore di svariati libri sulla storia europea. Alcuni suoi interventi sono apparsi su New Republic, American Scholar, The New York Review of Books e The New Yorker. È membro dell'Accademia britannica e vincitore del Premio Balzan nel 2002. Dal gennaio 2011 al gennaio 2012 è stato presidente dell'Associazione storica americana.  Ha fatto parte della confraternita Phi Beta Kappa (ΦΒΚ) nel 1970, con lode in storia e nel college. Dopo aver studiato presso l'University College di Londra, sotto la guida del celebre storico dell'antichità Arnaldo Momigliano (1973-1974), ha conseguito il dottorato di ricerca in Storia presso l'Università di Chicago nel 1975. Mantiene ancora legami con il Warburg Institute dell'Università di Londra.

### Carriera accademica
Dopo un breve periodo di insegnamento al dipartimento di storia dell'Università Cornell, gli è stata conferita una cattedra alla Princeton University nel 1975, presso la quale è rimasto. 
Da gennaio 2007 è tra i curatori della rivista Journal of the History of Ideas.

### Opere
Anthony Grafton è conosciuto per gli studi sulla tradizione classica dal Rinascimento al Settecento e sulla storia della storiografia. Tra i molti libri, vi sono studi sul magistero e sulla cronologia sulla più importante tra le figure di studiosi classici del tardo rinascimento, Giuseppe Scaligero (2 vol., 1983–1993), e, con Lisa Jardine, uno studio revisionista sul significato dell'educazione rinascimentale (From Humanism to the Humanities, 1986). In seguito, ha pubblicato studi su Girolamo Cardano come astrologo (1999) e su Leon Battista Alberti (2000). Ha collaborato a un articolo seminale sui marginalia di Gabriel Harvey, con cui ha dato un contribuito fondativo nel nuovo campo della storia della lettura.

## Opere tradotte in italiano
- Forgers and Critics. Creativity and Duplicity in Western Scholarship, 1990 (Falsari e critici: creatività e finzione nella tradizione letteraria occidentale), Torino: G. Einaudi, 1996)
- The Footnote: A Curious History, 1997 (La nota a piè di pagina: una storia curiosa, trad. di Gianna Lonza, Milano, Sylvestre Bonnard, 2000)
- Cardano's Cosmos: The Worlds and Works of a Renaissance Astrologer, 1999 (ll signore del tempo: i mondi e le opere di un astrologo del Rinascimento, trad. di Luca Falaschi. Roma, Laterza, 2002)
- Leon Battista Alberti: Master Builder of the Italian Renaissance, 2000 (Leon Battista Alberti: un genio universale, trad. di Luca Falaschi, Roma, Laterza, 2003)
- con Megan Williams, Christianity and the Transformation of the Book: Origen, Eusebius, and the Library of Caesarea, 2006 (Come il cristianesimo ha trasformato il libro, trad. di Lucio Del Corso e Laura Lulli, Roma, Carocci, 2011)
- con Daniel Rosemberg, Cartographies of time: A History of the Timeline, 2012 (Cartografie del tempo: una storia della linea del tempo, trad. di Luca Bianco, Torino, Einaudi, 2012)

## Premi
- Premio del Los Angeles Times al miglior libro storico (1993)
- Premio Balzan per la storia dell'umanità (2002)
- Laurea onoraria concessa dall'Università di Leida (2006)[3]
- Lettore commemorativo dell'umanità "Sigmund H. Danziger junior", Università di Chicago (2011)